# Stazione di Lisbona Roma-Areeiro
La stazione di Lisbona Roma-Areeiro (in portoghese estação ferroviária de Roma-Areeiro) è una stazione ferroviaria della linea di cintura di Lisbona, Portogallo.
È usata dai servizi di Fertagus e da CP Urbanos de Lisboa (linea di Azambuja e linea di Sintra).
La stazione è sita sulla sezione originale della linea di cintura, tra Benfica e Santa Apolónia, aperta all'esercizio il 20 maggio 1888.
Dal gennaio 2011 è stata dotata di 4 binari di circolazione della lunghezza tra 250 e 305 m; le banchine, della sopraelevazione di 90 cm sul piano del ferro, sono lunghe tra 191 e 234 m.